# Audeloncourt
Audeloncourt är en kommun i departementet Haute-Marne i regionen Grand Est (tidigare regionen Champagne-Ardenne) i nordöstra Frankrike. Kommunen ligger i kantonen Clefmont som tillhör arrondissementet Chaumont. År 2022 hade Audeloncourt 80 invånare.

## Befolkningsutveckling
Antalet invånare i kommunen Audeloncourt
| Referens: INSEE |